# Mike Atkinson
Michael Thomas Atkinson, detto Mike (York, 2 dicembre 1994), è un ex calciatore inglese naturalizzato beliziano, di ruolo attaccante.

## Carriera

### Club
Ha giocato tra la sesta e la decima divisione inglese.

### Nazionale
Nel 2017, ha esordito con la nazionale beliziana.

## Statistiche

### Cronologia presenze e reti in nazionale
| Cronologia completa delle presenze e delle reti in nazionale ― Belize | Cronologia completa delle presenze e delle reti in nazionale ― Belize | Cronologia completa delle presenze e delle reti in nazionale ― Belize | Cronologia completa delle presenze e delle reti in nazionale ― Belize | Cronologia completa delle presenze e delle reti in nazionale ― Belize | Cronologia completa delle presenze e delle reti in nazionale ― Belize | Cronologia completa delle presenze e delle reti in nazionale ― Belize | Cronologia completa delle presenze e delle reti in nazionale ― Belize |
| Data                                                                  | Città                                                                 | In casa                                                               | Risultato                                                             | Ospiti                                                                | Competizione                                                          | Reti                                                                  | Note                                                                  |
| --------------------------------------------------------------------- | --------------------------------------------------------------------- | --------------------------------------------------------------------- | --------------------------------------------------------------------- | --------------------------------------------------------------------- | --------------------------------------------------------------------- | --------------------------------------------------------------------- | --------------------------------------------------------------------- |
| 7-9-2018                                                              | Belmopan                                                              | Belize                                                                | 4 – 0                                                                 | Bahamas                                                               | CONCACAF Nations League 2019-2020 - Qualificazioni                    | -                                                                     | 57’                                                                   |
| 14-10-2018                                                            | Lookout                                                               | Montserrat                                                            | 1 – 0                                                                 | Belize                                                                | CONCACAF Nations League 2019-2020 - Qualificazioni                    | -                                                                     | 66’                                                                   |
| 25-3-2021                                                             | Port-au-Prince                                                        | Haiti                                                                 | 2 – 0                                                                 | Belize                                                                | Qual. Mondiali 2022                                                   | -                                                                     | 56’                                                                   |
| Totale                                                                |                                                                       | Presenze                                                              | 6                                                                     |                                                                       | Reti                                                                  | 0                                                                     |                                                                       |